# Enterostoma

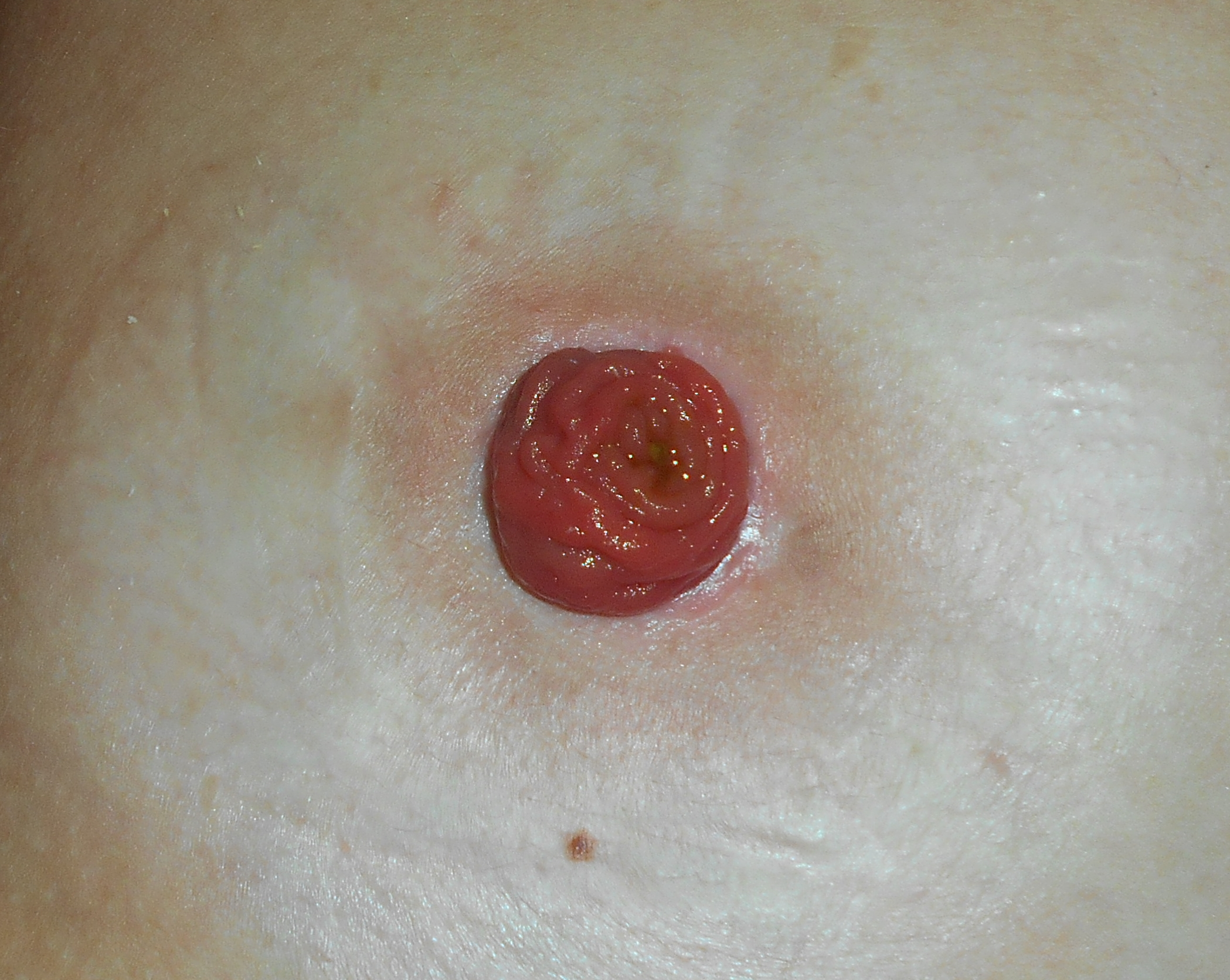
Ileostoma

Das Enterostoma (von altgriechisch ἔντερον énteron, „Darm“, und στόμα stoma „Mund“ oder „Öffnung“, auch künstlicher Darmausgang, künstlicher After, Kunstafter, Bauchafter, Anus praeternaturalis, Kurzform Anus praeter (Abkürzung AP) = „außernatürlicher After“, umgangssprachlich auch Seitenausgang und Notausgang), Plural Enterostomata, ist eine chirurgisch herbeigeführte Öffnung eines Darmteils durch die Bauchwand, die der Ausleitung der Ausscheidungen dient.
Je nach verwendetem Darmabschnitt sprechen Mediziner von Ileostoma (Ausleitung vom Ileum), Coecostoma (Ausleitung vom Blinddarm, Coecum), Colostoma oder Kolostoma (Ausleitung vom Colon) oder Transversostoma (Ausleitung vom Colon transversum). Umgangssprachlich werden Coeco-, Colo- und Transversostoma häufig unter dem Begriff Colostoma zusammengefasst, da das Colon einen Großteil des Dickdarms (Intestineum crassum) ausmacht.
Ein Urostoma ist dagegen ein operativ angelegter Ausgang zur Ableitung von Urin.
Mögliche zugrundeliegende Krankheiten oder Störungen für die Anlage eines Enterostomas sind Karzinome des Abdomens (72 %); entzündliche Darmerkrankungen wie Morbus Crohn, Colitis ulcerosa oder Divertikulitis (21 %), Familiäre Adenomatöse Polyposis (FAP) sowie Komplikationen im Rahmen abdominaler Operationen, Organfehlbildungen bei Neugeborenen, Unfälle und anderes (7 %).
Die entsprechende Operation heißt Enterostomie, in den Spezialfällen Ileostomie bzw. Colostomie (auch Kolostomie). Betroffen sind alle Altersgruppen – nicht, wie oftmals angenommen, nur ältere Menschen. Schätzungen zufolge gibt es etwa 100.000 Stomaträger in Deutschland.
Spezialfälle von Enterostomien waren oder sind etwa die Duodenostomie, die Choledochoenterostomie, die Cholezystoenterostomie und die 1904 erstmals durch Hans Kehr in Halberstadt erfolgte Hepatoenterostomie sowie die erstmals 1882 durch Alexander von Winiwarter durchgeführte Cholezystokolostomie sowie die Ileokolostomie.

## Operationsverfahren
Die Operation zur Anlage und zur Rückverlegung eines Enterostomas wird unter Narkose durchgeführt. Die Betreuung der Patienten durch eine Stomafachkraft bereits vor der Operation ist ebenso wie das präoperative Anzeichnen einer optimalen Stomaposition im Sitzen, Liegen und Stehen wichtiger Bestandteil einer kompetenten Enterostomie (Ausnahme: Notfalloperation). Durch präoperatives Anzeichnen werden Fehlplatzierungen beispielsweise in Körperfalten vermieden, die zu einer schlechten Haftung der Stomaversorgung und nachfolgend verringerter Lebensqualität führen können.
Die meisten Stomaanlagen erfolgen mittels Bauchschnitt (Laparotomie). In einigen Fällen, bei denen unabhängig von der Stomaanlage kein größerer Eingriff notwendig ist, kommt zunehmend auch ein minimalinvasiver operativer Eingriff während einer Bauchspiegelung (Laparoskopie) zum Einsatz. Mit Ausnahme des Coecostomas kann ein Enterostoma je nach Operationshintergrund entweder endständig oder doppelläufig (siehe weiter unten) angelegt werden. Da die Coecostomie einer Fistelbildung des Caecums zur Bauchwand gleichkommt, muss sie gesondert betrachtet werden.
Ein Colostoma (umgangssprachlich Dickdarmstoma) wird leicht erhaben hervorstehend (prominent) und spannungsfrei durch den geraden Bauchmuskel (Musculus rectus abdominis) angelegt. Abknickungen nach innen an der Bauchdecke müssen vermieden werden. Zur Vermeidung innerer Hernien wird das Grimmdarmgekröse (Mesocolon descendens) an der seitlichen Bauchdecke fixiert. Das Colostoma fördert vornehmlich breiige bis feste Stühle in größeren Zeitabständen. Alle Enterostomie-Arten werden von einem Facharzt für Viszeralchirurgie operativ angelegt.
Beim Ileostoma (Anm.: umgangssprachlich Dünndarmstoma) sollte so viel wie möglich vom Dünndarm erhalten werden, um einen hohen Elektrolyt- und Wasserverlust zu vermeiden (funktionelles Kurzdarmsyndrom). Der zuführende Schenkel wird nach unten weisend (kaudal) ausgeleitet und soll durch Ausstülpung des Dünndarmes nach außen möglichst 1 bis 2 cm (andere Autoren sprechen von bis zu 6 cm) über das Hautniveau hinausragen, um einen Kontakt des aggressiven Dünndarmsekretes mit der Haut zu vermeiden. Das Ileostoma fördert permanent und die Ausscheidungen sind breiig bis flüssig.

### Endständiges (Entero-)Stoma
Nach vollständiger oder umfangreicher Entfernung des Dickdarms (totale/subtotale Kolektomie), nach Entfernung des Mastdarms (Rektum) und/oder des Afters (Anus) wird in der Bauchdecke eine künstliche Öffnung geschaffen, der gesunde Restdarm nach außen geführt und dort mit der Bauchdecke vernäht. Endständig bedeutet hier nicht zwangsläufig, dass ein Stoma dauerhaft angelegt wurde, sondern bezieht sich vielmehr auf die Art und Weise wie mit den beiden Darmenden nach der OP verfahren wird. Bei einem endständigen Stoma wird die zuführende, orale Schlinge in der Bauchwand eingenäht. So entsteht nur eine einzige sichtbare Öffnung. Der abführende, distale Darmschenkel wird in seiner Öffnung komplett verschlossen. Ein endständiges Stoma ist häufig auf Dauer angelegt und wird im Regelfall nicht zurückverlegt, doch ist dies bei Anlage eines Stomas mittels Hartmann-OP durchaus möglich.

### Doppelläufiges (Entero-)Stoma
Die Bauchwand wird eröffnet und der zu erhaltende, funktionsfähige Bereich des Darms aus der Bauchdecke in Form einer Schlinge herausgezogen. Um das Zurückgleiten des Darms in den Bauchraum zu verhindern, wird häufig ein Reiter z. B. in Form eines flachen Kunststoffstabes unter die Schlinge geschoben. Anschließend wird der Darm von oben eingeschnitten und nach außen umgestülpt, so dass zwei sichtbare Darmöffnungen entstehen. Der stuhlfördernde Darmabschnitt (aus Richtung Magen kommend) wird als zuführende Schlinge oder oraler Schenkel, der abführende Teil (in Richtung Anus verlaufend) als abführende Schlinge oder aboraler Schenkel bezeichnet. Grund für die Anlage eines doppelläufigen Stomas (Ileostoma, Colostoma) ist meist die Entlastung eines Darmanteils bzw. einer kritischen Darmnaht (tiefe Rektumanastomose, coloanale Anastomose, Pouchanale Anastomose). Ein solches Stoma wird als protektives Stoma bezeichnet und kann meist nach wenigen Wochen wieder verschlossen (rückverlagert) werden.

### Permanentes (Entero-)Stoma
Dauerhaft, nicht rückverlegbar angelegtes Stoma.

### Temporäres (Entero-)Stoma
Vorübergehendes, nicht dauerhaft angelegtes Stoma.

### Rückverlegung
Ist eine Rückverlegung geplant, kann sie frühestens sechs Wochen nach der Stomaanlage erfolgen. Waren Undichtigkeiten einer Darmnaht ursächlich für die Stomaanlage, kann erst dann zurückverlegt werden, wenn die Darmnaht vollständig abgeheilt ist. Dazu werden die eingenähten Darmenden aus der Bauchwand gelöst und per Naht wieder miteinander verbunden. Ein Sonderfall stellt der Anschluss an einen Pouch dar.

## Mögliche Risiken und Komplikationen
Während der Operation kann es in seltenen Fällen zu Verletzungen am Darm, an Nachbarorganen oder Gefäßen kommen. Wird eine Nahtverbindung am Darm undicht, können sich schwerwiegende Folgen wie Bauchfellentzündung, Blutvergiftung, Darmlähmung (Darmatonie), Darmverschluss und anderes entwickeln. Insbesondere infolge von Infektionen können sich in seltenen Fällen Fisteln bilden.
Unvorhersehbare Umstände wie ausgedehnte Verwachsungen im Bauchraum oder anatomische Besonderheiten können eine Änderung oder Erweiterung der geplanten Operation erfordern.
Postoperativ ist eine Schrumpfung der Nahtverbindungen möglich. Diese Verengungen (Stenosen) werden meistens mittels Dehnung (Bougierung) geweitet. In einigen Fällen wird ein erneuter Eingriff notwendig. Verwachsungen im Bauchraum können noch Jahre später zu chronischen Schmerzen und selten auch zu einem Darmverschluss führen.
Als spezielle Stoma-Komplikationen sind unter anderem der Rückzug des Stomas unter das Hautniveau (Retraktion), Vorfall des Stomas (Prolaps), Bauchbruch (Hernie) und die Stomablockade zu benennen. Hintergrund einer Stomablockade ist eine Stenose, die durch Verwachsungen im Bauchraum, durch Vernarbungen, durch festgesetzte schwer verdauliche Lebensmittel (Fasern) u. a. verursacht sein kann. Halten starke Bauchschmerzen und -krämpfe, evtl. verbunden mit Erbrechen, länger als 2 Stunden an, muss unmittelbar der Arzt oder eine ärztliche Ambulanz aufgesucht werden, da ein Darmverschluss drohen könnte.
Da der Darm und dementsprechend auch ein Stoma nicht über Schmerzrezeptoren verfügt (Nozizeptor), ist hier besondere Vorsicht im Umgang mit scharfkantigen Gegenständen z. B. Rasierern, Scheren u. a. geboten, um das Stoma nicht zu verletzen. Ein Stoma ist empfindlich, so dass es bei Berührung zu einer leichten Blutung kommen kann, was nicht besorgniserregend ist. Ernsthafte Blutungen benötigen demgegenüber eine ärztliche Untersuchung. Eine Schwarzfärbung des Stomas kann auf eine beginnende Nekrose hindeuten, die sofortiger Behandlung bedarf.
Nicht bedenklich ist es, wenn der Darm in der ersten Zeit nach der Operation noch unregelmäßig arbeitet. Die Ausscheidungen können anfangs auch flüssiger sein und es kann zunächst zu vermehrten Blähungen kommen.

## Stoma-Versorgung
Eine regelmäßige Betreuung durch einen Enterostomatherapeuten kann helfen, Komplikationen vorzubeugen und wichtige Fragen zu klären. Diese können über die Fachgesellschaft Stoma, Kontinenz und Wunde e. V. oder über die Deutsche ILCO e. V. gefunden werden.

### Stomasysteme

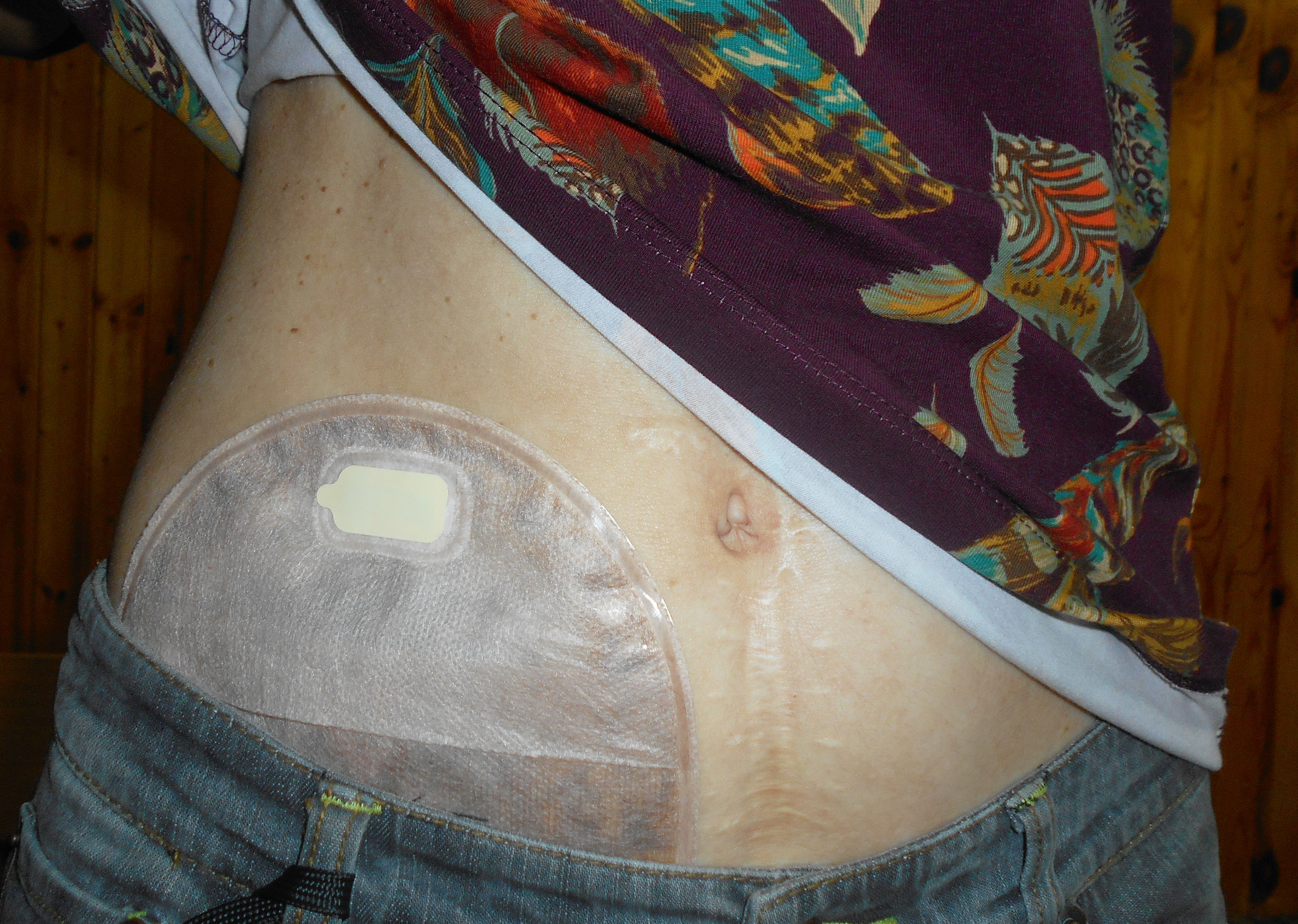
Ileostoma mit einem einteiligen Beutel

Colo- und Ileostomie-Patienten können ihren Stuhlabgang nicht mehr kontrollieren. Spezielle Stomasysteme dienen daher der Aufnahme von Stuhl und Gasen. Ein Stomasystem besteht meist aus einer auf der Bauchdecke aufzuklebenden Hautschutzplatte (Basisplatte) und einem daran befestigten Beutel, der die Ausscheidungen aufnimmt. Von einem Gürtel allein gehaltene Beutel ohne Klebe- oder Hautschutzfläche werden heute in der Regel nicht mehr verwendet. Man unterscheidet ein- und zweiteilige Systeme: Bei den einteiligen Systemen sind Basisplatte und Beutel fest miteinander verbunden und können nur gemeinsam gewechselt werden. Bei zweiteiligen Systemen sind Basisplatte und Beutel getrennte Einheiten, so dass zunächst die Platte geklebt und der Beutel anschließend mittels Rastring oder Klebefläche damit verbunden wird. Das zweiteilige Versorgungssystem ermöglicht einen Verbleib der Platte auf dem Bauch, wenn der Beutel aus Hygienegründen gewechselt wird. Beide Versorgungssysteme werden sowohl mit unten geschlossenem Beutel als auch mit einem sogenannten Ausstreifbeutel angeboten, der eine Leerung ohne Wechsel des Beutels erlaubt. In der Regel wird ein Colostoma mit einem geschlossenen Beutel versorgt, da der Darm nur zeitweise Stuhl fördert. Der Beutel wird dann gewechselt, wenn sich der Darm entleert hat. Für ein Ileostoma kommt ein Ausstreifbeutel zum Einsatz, welcher jederzeit aufgrund der dauerhaften Förderung von Ausscheidungen nach Bedarf geleert werden kann, ohne das komplette System oder den Beutel abnehmen zu müssen.
Moderne Stomasysteme sind mit einem Filter aus Aktivkohle versehen, der Gasen den geruchsfreien Abgang aus dem Beutel ermöglicht.
Träger eines Colostomas haben die Möglichkeit der Durchspülung (Irrigation). Ziel der Irrigation ist es, den Darm durch regelmäßige Spülungen zu entleeren und zu reinigen. Nach dieser Anwendung sind Colostoma-Träger über einen längeren Zeitraum ausscheidungsfrei und können sich mit einer Stomakappe (kleine, mit einer Klebe- oder Hautschutzfläche haftende Abdeckung) oder einem Stomaverschlusssystem in Form eines mit einer haftenden Abdeckung verbundenen Stöpsels versorgen. Stomaträger können mit oder ohne Versorgungssystem duschen oder baden.

## Ernährung
Für Stomaträger gibt es keine spezielle Diät. Gemieden werden sollten einzig stark rohfaserhaltige Lebensmittel wie Zitrusfrüchte, Spargel, Pilze, Ananas, Nüsse sowie harte Obstschalen und -kerne, weil sie das Stoma verstopfen und so zu einer „Stomablockade“ führen können. Wie bei Nichtbetroffenen auch ist die Wirkung individuell sehr verschieden. In Einzelfällen kann es nach Anlage eines Stomas zu bisher nicht gekannten Reaktionen des Körpers wie krampfartigen Bauchschmerzen auf einzelne Lebensmittel kommen. Vorteilhaft ist daher das Führen eines Ernährungstagebuches, um einen Überblick über die Wirkung einzelner Lebensmittel zu bekommen.
Träger eines Ileostomas haben dünnflüssigere Ausscheidungen, da die Resorption von Flüssigkeiten ohne Dickdarm eingeschränkt ist. Der Flüssigkeitsverlust muss durch eine vermehrte Aufnahme ausgeglichen werden, da Flüssigkeitsmangel das Risiko für Nieren- und Gallensteine sowie für ein prärenales Nierenversagen erhöht. Mit dem flüssigen Stuhl werden zudem die Mineralien Natrium und Kalium ausgeschwemmt, was bei der Ernährung berücksichtigt werden sollte. Ernährungsberater können hierfür spezielle Diäten empfehlen.
Je nach verbliebener Länge des Dünndarmrestes kann es zu einer gestörten Aufnahme verschiedener Vitamine und Mineralstoffe und gegebenenfalls zu einem Kurzdarmsyndrom kommen. Grundsätzlich gilt, je mehr Dünndarm entfernt wurde, desto größer sind die Auswirkungen. Fehlen nur die letzten 20 cm des Dünndarms können das Vitamin B12 und die Gallensäuren nicht mehr resorbiert werden, was die häufigste Komplikation darstellt. Der Vitamin-B12-Status muss bei entsprechender Einkürzung des Dünndarms zwingend regelmäßig untersucht und der Vitamin-B12-Haushalt unter Umgehung des Darms (parenteral) ausgeglichen werden. Die fehlende Resorption der Gallensäuren kann zu einem großen Teil durch eine Mehrleistung der Leber ausgeglichen werden. Schafft die Leber den Ausgleich nicht, kommt es zu Problemen bei der Verdauung von Fetten und zur Ausscheidung von Fettstühlen.
Stomaträger sollten ihren Arzt über ihren Zustand informieren. Auch einige Medikamente werden eventuell nicht mehr vollständig vom verbleibenden Darm aufgenommen und müssen möglicherweise parenteral zugeführt werden.
Ein nicht besorgniserregender Aspekt des Ileostomas ist die Tatsache, dass einige Speisen in ihrer Originalfarbe ausgeschieden werden. Wer Blutrot im Beutel sieht, sollte zunächst überlegen, ob er beispielsweise Rote Bete gegessen oder einen Energydrink in der Farbe zu sich genommen hat.

## Sport, Beruf und sonstige Aktivitäten
Ein gut angelegtes Stoma schränkt das Leben kaum ein. Sport, Beruf und sexuelle Aktivitäten sind ganz normal möglich. Um einer Hernie vorzubeugen, sollten jedoch nicht wesentlich mehr als 10 kg gehoben werden. Sportarten mit Körperkontakt wie beispielsweise Kampfsport gefährden das Stoma. Im Fachhandel gibt es spezielle Bauchbinden, Schutzkappen und Schwimmgürtel, die das Stoma und die Stomaversorgung bei Sport oder im Beruf zusätzlich schützen können.
Eine Schwangerschaft birgt für Stomaträgerinnen die gleichen Risiken wie für jede andere Frau auch. Einschränkungen gibt es hier nur auf Grundlage der Vorerkrankung oder bei Anlage eines doppelläufigen Stomas.
Unter Vorlage eines Schwerbehindertenausweises oder einer ärztlichen Bescheinigung können Stomaträger beim CBF Darmstadt e. V. den sog. Euroschlüssel käuflich erwerben. Der Schlüssel passt an Autobahntoiletten, an Behinderten-Toiletten vieler Städte in der Bundesrepublik, in Österreich, der Schweiz und bereits in einigen weiteren europäischen Ländern. Ein hygienischer Plattenwechsel in sauberen sanitären Anlagen ist dadurch jederzeit möglich.
Die bundesweit geltenden Parkerleichterungen nach § 46 Abs. 1 Nr. 11 Straßenverkehrs-Ordnung (StVO) (sog. Gelber Parkausweis) können auch
- Schwerbehinderte mit einem wegen chronischer Dickdarm- bzw. Darmentzündung (Colitis ulcerosa bzw. Morbus Crohn) anerkannten Grad der Behinderung von mindestens 60 oder
- Stomaträger mit doppeltem Stoma und einem hierfür anerkannten Grad der Behinderung von mindestens 70

in Anspruch nehmen.
Bei Fernreisen empfiehlt es sich, das vom Selbsthilfeverband der europäischen Stomaträger entworfene internationale Reise-Zertifikat vom Arzt unterzeichnen zu lassen. Es klärt ausländische Behörden und das Flughafenpersonal über das Stoma auf und verhindert, dass die Stomaversorgung zwecks Kontrolle ohne Anwesenheit eines Arztes vom Bauch genommen wird.

## Geschichte
Bereits aus der Antike wurde die Anlage erster Enterostomata überliefert. So hat beispielsweise Praxagoras von Kos im 4. Jahrhundert v. Chr. bei Darmverletzungen einen künstlichen Darmausgang zur Ableitung des Kots nach außen geschaffen. Ob diese Behandlungen erfolgreich waren, wird seitens der Geschichte nicht berichtet. Paracelsus wies 1536 nachdrücklich darauf hin, dass dem „Kunstafter“ unbedingt der Vorzug vor anderen Manipulationen am verletzten Darm gegeben werden solle. Weiter Pioniere der Anlage eines Enterostomas bei Darmverletzungen waren van der Wyl (1686), Verduc (1693), Palfyn (1710), François Gigot de la Peyronie (1723). Alexis Littré schlug 1710 einen künstlichen Ausgang bei Atresia ani vor.
Vorschläge zur Bildung eines Anus praeter machten im 18. Jahrhundert auch Johann Zacharias Platner (1745), Georg Heuermann (1757) und Benjamin Bell (1787).
Dem Franzosen Jean Pillore gelangt 1776 die erste geplante Stomaanlage (als Zökalfistel) vor dem Hintergrund eines stenosierenden Sigmakarzinoms, bei der die Darmwand mit zwei Fäden den Wundrändern vernäht und dann eröffnet wurde. Aufgrund einer Vorbehandlung mit Quecksilber verstarb der Patient allerdings nach 28 Tagen. Auch Daquesceau legte (bei einer Analfistel) 1795 eine Zökalfistel an. Eine erste Kolostomie am Querkolon (Colon transversum) machte Fine 1797 bei einem Patienten mit Rektumkarzinom und Darmverschluss (Ileus). Eine Dünndarmfistel bei Zökaltumor wurde 1838 von Gustave Monod geschaffen. Duret legte 1793 bei einem dreitägigen Kind eine Colostomie in der Leistenregion (Lumbalgegend) an. Besagter Patient von Duret wurde 45 Jahre alt. (Auch Gallisen schlug 1798 den, eine Eröffnung des Bauchfells vermeidenden lumbalen Zugang vor. Im Jahr 1839 führte dann Jean Amussat bei zwei Patienten diese neue Kolostomiemethode durch).
Doch erst F. van Erckenlens zeigte 1879 in seiner Studie, die 84 nach der Methode von Littré und 65 nach Amussat sowie 13 weiteren Methoden durchgeführte Kolostomien verglich, die Vorteile dieses Zugangs auf und verhalf so der Stomaanlage zum Durchbruch, die der heutigen am nächsten kommt. Zu der Zeit lag die Sterblichkeitsrate dieser Eingriffe noch bei 40 Prozent. Im Jahr 1888 veröffentlichte der Wiener Karl Maydl, der seit 1883 Anus-praeter-Bildungen durchführte, eine von ihm entwickelte Variante, bei der er eine Darmschlinge vor die Bauchwand zog, durch einen Mesenterialschlitz einen mit Jodoformgaze umwickelten Hartgummibolzen steckte und die beiden Schenkel unterhalb des Bolzens miteinander vernähte. Bis spätestens sechs Tage danach erfolgte die quere Eröffnung des Darmes. Maydl legte damit die Grundlage für die heute noch gültige Technik der Anlage doppelläufiger Colostomien. Im Gegensatz zu solchem doppelläufigen Anus praeter schlug Otto Madelung 1884 einen endständigen vor, bei dem das eine Ende des durchtrennten Darms in die Bauchwunde eingenäht und das andere verschlossen und im Bauch versenkt wird. Bei Verletzungen wurde die Anlage eines endständigen Anus praeter zuvor schon von Platner (1745) und Heuermann (1757) und bei einer Sigmaresektion von  Martini und Carl Gussenbauer (1879) praktiziert. Es gab viele weitere Kolostomieverfahren, doch durchgesetzt haben sich bis in die 1970er Jahre vor allem die Methode von Littré und die von Maydl.
Die erste terminale Ileostomie wurde 1900 von Körte bei der Behandlung einer chronischen Colitis ulcerosa durchgeführt und wurde bis in die 1950er Jahre regelhaft angewandt.
König und Rütz entwickelten 1935 die erste aus Gummi bestehende zweiteilige Auffangvorrichtung zur Stomaversorgung, die mit einem Gürtel fixiert wurde. Diese stellte aber eine ebenso starke Geruchsbelästigung dar wie die bis dahin eher üblichen aus Metall gebördelten oder aus Gummi gefertigten, mit Tüchern ausgestopften Schalen (Pelotten), die mit Stahlfedern und Ledergürtel fixiert wurden. Die dänische Krankenschwester Elise Sørensen, deren Schwester Stomaträgerin war, hatte 1954 schließlich die Idee für eine neue Stomaversorgung in der Form eines selbstklebenden Beutels. Gemeinsam mit dem Unternehmer Louis Hansen, Fabrikant von Plastiktüten, entwickelte sie den ersten selbstklebenden Stomabeutel mit Zinkoxid-Klebefläche.
Im Jahr 1968 gründete sich in den USA die North American Association of Enterostomal Therapists, die später in International Association for Enterostomal Therapy umbenannt wurde und seit 1992 Wound, Ostomy and Continence Nurses Society (WOCN) heißt. 1972 stellte sich mit der ILCO auch in Deutschland eine Selbsthilfegruppe der Stomaträger auf, was 1978 zur Gründung der ersten deutschen Schule für Enterostomatherapie führte. Seitdem wurden die Bedingungen für die Versorgung von Stomapatienten zunehmend besser.
Bekannte Stomaträger waren etwa der Tänzer Fred Astaire, der Staatsmann Napoléon Bonaparte, Elizabeth Bowes-Lyon (die Mutter von Elisabeth II.), der Schauspieler Bob Hope und der Papst Johannes Paul II.